# 小谷中継局
小谷中継局（おたりちゅうけいきょく）は、長野県北安曇郡小谷村に置かれているNHK長野FMの中継局である。
2011年7月24日まではアナログテレビの中継局も設置していた。

## 中継局概要

### アナログテレビ放送
| 放送局名      | チャンネル | 空中線電力        | ERP            | 放送対象地域 | 放送区域内世帯数 | 開局年月日     |
| NHK長野総合   | 1ch        | 映像3W /音声0.75W | 映像-W /音声-W | 長野県       | -                | 1967年12月9日  |
| NHK長野教育   | 3ch        | 映像3W /音声0.75W | 映像-W /音声-W | 全国         | -                | 1967年12月9日  |
| SBC信越放送   | 36ch       | 映像20W /音声5W   | 映像-W /音声-W | 長野県       | -                | 1980年11月18日 |
| NBS長野放送   | 34ch       | 映像20W /音声5W   | 映像-W /音声-W | 長野県       | -                | 1980年11月18日 |
| TSBテレビ信州 | 30ch       | 映像20W /音声5W   | 映像-W /音声-W | 長野県       | -                | 1980年11月18日 |

- 所在地： 北安曇郡小谷村中小谷
- 2011年7月24日をもってすべて廃止された。なお、長野朝日放送（abn）にはチャンネルが割り当てられていなかった。
- デジタル放送については、長野親局または白馬中継局によってカバーされている。

### FMラジオ
| 放送局名  | 周波数  | 空中線電力 | ERP | 放送対象地域 | 放送区域内世帯数 |
| NHK長野FM | 84.7MHz | 3W         | -W  | 長野県       | -                |